# Gilles Pialoux
Pour les articles homonymes, voir Pialoux.
Gilles Pialoux, né le 26 août 1956 à Nîmes, est un chercheur-clinicien français. Il est professeur à l'université Paris-Sorbonne, chef de service des maladies infectieuses et tropicales à l'hôpital Tenon et vice-président de la Société française de lutte contre le sida (SFLS).
Rédacteur en chef du site vih.org, et de la revue Transcriptases, il est l'auteur de Nous n'étions pas prêts : Carnet de bord par temps de coronavirus.

## Biographie
Gilles Pialoux est le fils d'un militaire.
De 1984 à 1988, il effectue son internat dans le service des maladies infectieuses et hépatologie de l'hôpital Bichat, avant d'intégrer l'hôpital de l'Institut Pasteur, où il exerce en tant que médecin adjoint de 1989 à 1998. Gilles Pialoux rejoint ensuite l'équipe du Pr Willy Rozenbaum à l'hôpital Rothschild. En 2002, il intègre l'université Paris-Sorbonne en tant que professeur. Depuis 2004, il dirige le service des maladies infectieuses de l'hôpital Tenon, à Paris.
Les activités de recherche du Pr Pialoux portent sur les infections à VIH et les pathologies infectieuses. Il est membre du conseil d'administration de la Société française de lutte contre le sida et, depuis 2009, membre élu du collège des universitaires des maladies infectieuses et tropicales (CMIT).

## Publications
Gilles Pialoux a écrit plus de 300 articles scientifiques et coordonné la publication de plusieurs ouvrages didactiques. Journaliste médical pour Libération de 1984 à 1989, il a également corédigé le rapport « Montagnier » en 1993.

### Ouvrages
- Sida 2.0, 1981-2011 : 30 ans de regards croisés, Didier Lestrade et Gilles Pialoux, Fleuve éditions, 2012  (ISBN 9782265094529)[8]. À l’occasion du 30ᵉ anniversaire du sida, les auteurs questionnent les responsabilités individuelles et étatiques, et nous invitent à faire un meilleur usage des nouveaux outils disponibles pour enrayer la maladie[7],[9].
- Nous n'étions pas prêts : Carnet de bord par temps de coronavirus, JC Lattès, 2020  (ISBN 9782709666855). L’auteur y explique comment l’hôpital a fait face à la crise et à « un microbe de 125 nanomètres, que personne n’a vu quitter le monde animal pour nous envahir »[10]. Il dénonce la mauvaise gestion de la crise, les erreurs commises durant la première vague par les autorités françaises et par ses confrères, sans oublier les « négationnistes » du Covid-19[10]. À l’occasion d’une interview accordée à France Inter en août 2020, le professeur Pialoux fait remarquer que « nous ne sommes toujours pas prêts »[11].
- Comme un léger tremblement, MIALET BARRAULT, 2022  (ISBN 9782080264213).

## Prises de positions pendant la pandémie de Covid-19
Dans une interview donnée au Parisien le 21 mars 2022, il estime que «Les Français auront les vagues qu’ils méritent» .

## Liens d'intérêt avec l'industrie pharmaceutique
D'après la base de données « transparence santé » utilisée sur le site https://www.transparence.sante.gouv.fr. , Gilles Pialoux a reçu 182 673 € de divers acteurs de l'industrie de la santé.